# بندكت الخامس
البابا بنديكت الخامس ((باللاتينية: Benedictus V)؛ توفي في 4 تموز / يوليه 965) كان البابا من 22 مايو إلى 23 حزيران / يونيه 964 في معارضة البابا ليو الثامن. أطيح به من قبل الإمبراطور أوتو الأول. وقعت باباويته في نهاية الفترة المعروفة العصور المظلمة.

## للقراءة
- غرغوروفيوس، فرديناند, تاريخ روما في العصور الوسطى, Vol. الثالث (1895)
- مان هوراس K.,
- حياة البابوات في العصور الوسطى في وقت مبكر، المجلد. الرابع: الباباوات في أيام الإقطاعية الفوضى 891-999 (1910)